# Équateur météorologique
L’équateur météorologique, ou creux équatorial, est la position annuelle moyenne du creux barométrique équatorial qui se situe autour de 5 degrés de latitude nord plutôt que sur l'équateur géographique,. Cette position est due à la présence de la zone de convergence inter-tropicale où l'on retrouve un dégagement de chaleur latente, à cause des orages qu'on y retrouve, et de la convergence de l'air tropical, grâce aux alizés. Sa position varie cependant au cours de l'année alors qu'il tend à suivre le mouvement apparent du Soleil, vers le nord en été, puis vers le sud en hiver, avec un retard de l'ordre de six semaines. 